# Cantó de Donapaleu
El cantó de Donapaleu (en francès i oficialment canton de Saint-Palais) és una divisió administrativa francesa, situada al departament dels Pirineus Atlàntics i la regió Nova Aquitània. El seu conseller general és Barthélémy Aguerre.

## Composició
El cantó aplega 27 comuns que formen part de la comunitat de comunes d'Amikuze excepte Gestas que no té continuïtat territorial amb els altres comuns del cantó. El terme Amikuze que significa país de Mixe, antic territori històric de la Baixa Navarra, designa gairebé tot el cantó de Saint-Palais.
| - Aiziritze-Gamue-Zohazti - Amendüze-Unaso - Amorotze-Zokotze - Arberatze-Zilhekoa - Arboti-Zohota - Arüe-Ithorrotze-Olhaibi - Arrueta-Sarrikota - Behaskane-Laphizketa - Behauze - Bithiriña - Domintxaine-Berroeta - Etxarri - Gabadi - Garrüze | - Jestaze - Ilharre - Labetze-Bizkai - Larribarre-Sorhapürü - Lohitzüne-Oihergi - Lüküze-Altzümarta - Martxueta - Oragarre - Ostankoa - Ozaraine-Erribareita - Pagola - Donapaleu - Uhartehiri. |

## Consellers generals
| Data d'elecció                               | Conseller          | Partit | Càrrec                        |
| -------------------------------------------- | ------------------ | ------ | ----------------------------- |
| 1945                                         | Jean Errécart      |        |                               |
| 1951                                         | Jean Errécart      |        |                               |
| 1958                                         | Jean Errécart      |        |                               |
| 1964                                         | Jean Errécart      |        |                               |
| 1970                                         | Jean Errécart      |        | mort el 1971                  |
| 1971                                         | Franz Duboscq      | UDR    | diputat                       |
| 1976                                         | Franz Duboscq      | UDR    |                               |
| 1982                                         | Franz Duboscq      | RPR    | president del consell general |
| 1988                                         | Franz Duboscq      | RPR    | senador                       |
| 1994                                         | Barthélémy Aguerre |        | alcalde de Lüküze-Altzümarta  |
| 2001                                         | Barthélémy Aguerre |        | alcalce de Lüküze-Altzümarta  |
| 2008                                         | Barthélémy Aguerre | DVD    |                               |
| Les dades anteriors a 1945 no són conegudes. |                    |        |                               |
|                                              |                    |        |                               |